# Julia Omokhuale
Pas d'image ? Cliquez ici

a Compétitions nationales et continentales officielles uniquement.

b Matchs officiels uniquement.
Julia Omokhuale, née le 9 juillet 2001 à Calgary (Canada) est une joueuse internationale canadienne de rugby à XV évoluant aux postes de deuxième ligne et de troisième ligne aile. Elle joue en Angleterre, aux Leicester Tigers.

## Biographie
Julia Omokhuale naît le 9 juillet 2001 à Calgary au Canada,.
Formée à Calgary, dans l'Alberta, Julia Omokhuale joue en 2023 à l'Université de Calgary ainsi qu'avec le Calgary Irish RC.
Elle est appelée en équipe du Canada en septembre 2023 pour une tournée en Angleterre où elle ne joue pas. Le mois suivant, elle est à nouveau convoquée avec l'équipe du Canada pour participer au WXV en Nouvelle-Zélande. Elle fait ses débuts internationaux lors de la dernière journée, face à la France.
En janvier 2024, elle rejoint le club anglais des Leicester Tigers.
Au mois d'avril 2024, elle est retenue pour disputer la Pacific Four Series. Les Canadiennes remportent la compétition après avoir battu la Nouvelle-Zélande à Christchurch pour la première fois de leur histoire. Elle fait également partie de la sélection « développement » qui part en tournée afin de jouer l'Espagne au mois de juin, avec pour rôle « d'encadrer d'autres joueuses et de faire part de [son] expérience de la compétition au plus haut niveau ».
Julia Omokhuale est sélectionnée pour la Coupe du monde 2025, où elle remplace Pamphinette Buisa, blessée.

## Palmarès
- Vainqueur de la Pacific Four Series en 2024.